# جب العروس
جب العروس قرية سوريّة تتبع إداريّاً لمحافظة حلب منطقة منبج ناحية مركز منبج، بلغ تعداد سكانها 376 نسمة حسب التعداد السكاني لعام 2004.